# دوستانه‌تر
دوستانه‌تر دومین آلبوم استودیویی نوازنده اکوادوری دی جی پایتون است. این در ۱۰ آوریل ۲۰۲۰ توسط ینکاسنه انتشار شد.

## پذیرش انتقادی
| بررسی جمعی    | بررسی جمعی |
| منبع          | رتبه‌بندی   |
| ------------- | ---------- |
| متاکریتیک     | 82/100     |
| بررسی انتقادی |            |
| منبع          | رتبه‌بندی   |
| همه آهنگ‌ها    | [ ۳ ]      |
| ترک           | 7/10       |

در متاکریتیک، که امتیاز عادی از ۱۰۰ را به نقدهای انتقاد گرایان روند اصلی می‌دهد، میانگین امتیاز این آلبوم بر اصل شش نقد، ۸۲ است که نشان‌دهنده «تمجیدجهانی» است.

## لیست آهنگ
| دوستانه تر لیست آهنگ | دوستانه تر لیست آهنگ     | دوستانه تر لیست آهنگ |
| شماره                | نام                      | مدت                  |
| -------------------- | ------------------------ | -------------------- |
| ۱.                   | «من تو را ملاقات نمودم»  | ۵:۳۶                 |
| ۲.                   | «پیا»                    | ۵:۱۱                 |
| ۳.                   | «الخاندرو»               | ۴:۲۹                 |
| ۴.                   | «اووفی»                  | ۶:۳۹                 |
| ۵.                   | «استراحت کن»             | ۴:۳۲                 |
| ۶.                   | «ادمستب» (باحضورلاورمان) | ۱۱:۳۹                |
| ۷.                   | «با یکدیگر»              | ۵:۳۴                 |
| ۸.                   | «مممم»                   | ۴:۵۲                 |
| مجموع مدت:           | مجموع مدت:               | ۴۸:۳۲                |